# 洛捷
洛捷（法語：Lauthiers，法語發音：[lotje]）是法国新阿基坦大区维埃纳省的一个市镇，位于该省中部偏东，属于蒙莫里永区。该市镇2009年时的人口为68人。

## 人口
洛捷人口变化图示
| 数据来源：INSEE |